# Phloeoborus
Phloeoborus är ett släkte av skalbaggar. Phloeoborus ingår i familjen vivlar.

## Dottertaxa tillPhloeoborus, i alfabetisk ordning[1]
- Phloeoborus asper
- Phloeoborus aspericollis
- Phloeoborus belti
- Phloeoborus bodei
- Phloeoborus breviusculus
- Phloeoborus cristatus
- Phloeoborus ellipticus
- Phloeoborus elongatus
- Phloeoborus freyi
- Phloeoborus gaujonii
- Phloeoborus grandis
- Phloeoborus granosus
- Phloeoborus granulatus
- Phloeoborus grossus
- Phloeoborus guayanensis
- Phloeoborus imbricornis
- Phloeoborus intermedius
- Phloeoborus irregularis
- Phloeoborus lunulatus
- Phloeoborus mamillatus
- Phloeoborus nitidicollis
- Phloeoborus opacithorax
- Phloeoborus ovatus
- Phloeoborus procerus
- Phloeoborus punctatorugosus
- Phloeoborus punctatus
- Phloeoborus pupillatus
- Phloeoborus radulosus
- Phloeoborus rudis
- Phloeoborus rugatus
- Phloeoborus rugipennis
- Phloeoborus scaber
- Phloeoborus sericeus
- Phloeoborus signatus
- Phloeoborus similis
- Phloeoborus sipolisii
- Phloeoborus sulcifrons